# عصارخانه

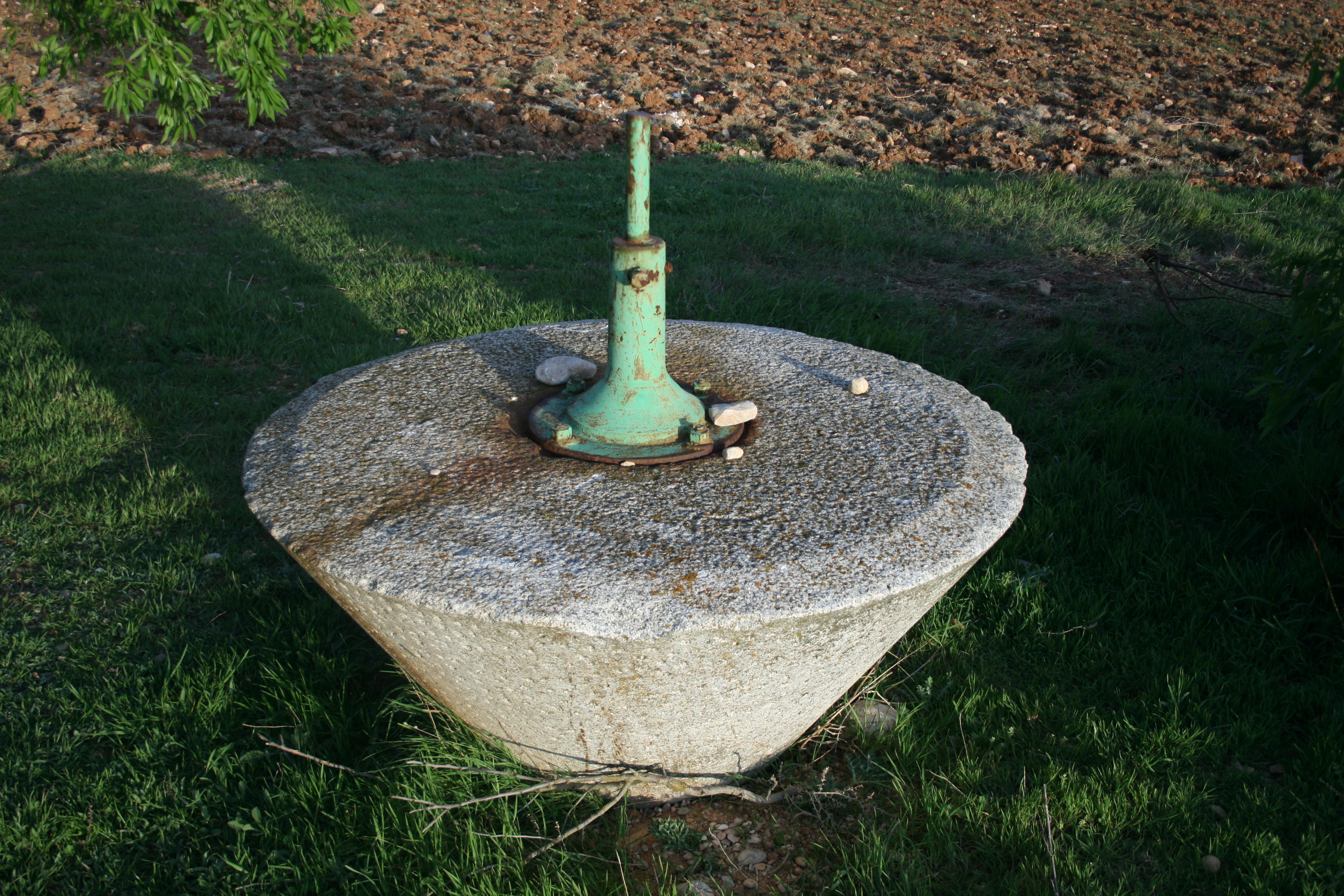
یک عصارخانه

عَصارخانه در شهرهای قدیم ایران به آسیاب‌های مخصوصی گفته می‌شد که از آنها برای خرد کردن مواردی چون سنگ و زردچوبه و فلفل و مانند آن استفاده می‌شد یا مواد گیاهی و روغنی مانند کرچک و غوره و غیره را به داخل آن می‌ریختند تا روغن یا آب آنها گرفته شود.
عصارخانه عبارت از محوطه‌ای بود که در وسط آن دو قطعه سنگ گرد بر روی هم قرار داشت و این دو قطعه سنگ از یک طرف با اهرمی به یک رأس چهارپا، مثل الاغ یا شتر یا قاطر یا اسب متصل بود. با حرکت کردن حیوان، که به صورت دَوَرانی صورت می‌گرفت، سنگ روئی آسیاب به حرکت درمی‌آمد و با گردش این سنگ، آنچه از موادی که به وسط سنگ مزبور ریخته می‌شد، تحت فشار و سایش مابین دو سنگ قرار گرفته و نرم می‌گردید. در قسمت بالای سنگ متحرک جایگاهی بود که مواد خردشونده را داخل آن می‌ریختند تا از داخل سوراخ به زیر سنگ رفته و خُرد گردد.

## روغنگرخانه
روغنگر خانه یا عصارخانه ساختمان ویژه‌ای که پیشینیان در آن از دانه‌های گیاهان روغنی، روغن می‌گرفتند و دارای آسمانه‌ای بلند و دستگاه‌های گوناگون، و نیز دارای آسیابی بود که با نیروی چهار پایان می‌گشت. پیچیدگی سازوکار (مکانیسم) و ساختمان بزرگ آن فضای چشمگیری بود. امروزه تنها تعداد کمی از آن مکان ها بر جای مانده‌است 